# Hrvatsko-slovenska granica

### Povijest
Današnja granica Republike Hrvatske i Republike Slovenije baštini razgraničenje Federalne Države Hrvatske odnosno Narodne Republike Hrvatske u razdoblju 1945–1956. godine. U međurepubličkom razgraničenju etničko načelo imalo je ključnu ulogu, ako se nije sukobljavalo s načelima višeg reda, npr. postojanjem BiH kao federalne jedinice u granicama iz vremena Berlinskoga kongresa 1878. Dakle, granice prema Sloveniji i Srbiji u osnovi su povučene prema etničkom načelu, premda su u obzir uzimani prometni i gospodarski čimbenici. Antifašističko vijeće narodnog oslobođenja Jugoslavije (AVNOJ) proklamiralo je načela o razgraničenjima na saveznoj razini, pa se uspostavljene granice naziva avnojevskima. Granice je prvi put sustavno naznačio sekretar Predsjedništva AVNOJ-a Mile Peruničić 24. veljače 1945. u svom govoru na Predsjedništvu AVNOJ-a. Ali, one su bile neprecizno zacrtane s nizom područja čija je pripadnost bila nejasna jer ih Peruničić u svom izlaganju nije precizirao, a zato su i mijenjane na nizu mjesta sve do 1956. godine.
Granica sa Slovenijom imala je žarišta poput Raskrižja i Štrigove u Međimurju, Drage i Radatovića na Žumberku, Marindola u Pokuplju odnosno u Beloj krajini, te niza mjesta u Istri, u kojoj do tada nije postojala ustaljena hrvatsko-slovenska granica, a zadnje su promjene izvršene 1956.
Hrvatsko-slovenska granica znatnim se dijelom oslanjala na granice Banovine Hrvatske prema Dravskoj banovini, a imala je duboke korijene još iz vremena Habsburške Monarhije. Uz dugotrajno sporna područja poput Marindola i Žumberka, sporna još od razvojačenja Vojne krajine, pojavili su se i brojni novi sporovi nakon što je za vrijeme Kraljevine Jugoslavije niz općina iz Hrvatske podređen kotarevima u Dravskoj banovini. Bilo je i suprotnih slučajeva, općina iz Slovenije podređenih Savskoj banovini, odnosno Banovini Hrvatskoj na duže ili kraće vrijeme (Črnomelj i Metlika u Beloj krajini, Draga, Osilnica i Trava na lijevoj obali Kupe nasuprot Čabru).[93] Tu nisu izbili sporovi, jer su nakon rata te općine bez otpora uključene u sastav Slovenije. Promjene izvršene na granici u vrijeme NDH oko Mokrica na Savi i na Dravi blizu Ormoža nisu se održale nakon njezina sloma.[94]
Prva slovenska komisija za razgraničenje djelovala je pri Osvobodilnoj fronti (OF) već potkraj 1941. te početkom 1942. godine.[95] Znanstveni institut pri Izvršnom odboru OF osnovan je 12. siječnja 1944., na čije je čelo imenovan dr. Fran Zwitter.[96] Zwitter je na sjednici kolegija Znanstvenog instituta 22. veljače 1944. predstavio svoj elaborat »Problem bodočih slovenskih meja [Problem budućih slovenskih granica]«. U njemu se založio za granicu s Hrvatskom na Dragonji.[97]
Hrvatska suradnja sa slovenskim institucijama odlično je funkcionirala u pogledu zajedničkog interesa, borbe za Istru i Trst. U pogledu međurepubličke granice već je na sastanku CK KPH održanom 26. lipnja 1945. u Zagrebu Marko Belinić iznio da kod Slovenaca postoji izvjesni šovinizam u odnosu prema Hrvatima te da ne daju da se hrvatske pogranične zemlje (njive) obrađuju.[98] Granična pitanja bila su brojna, a neka od njih su prerasla u granične sporove. Sporovi su se protezali od pitanja pripadnosti Raskrižja, Štrigove i okolnih sela u Međimurju, ušća Sutle u Savu, općine Radatovići u Žumberku, pripadnosti sela Marindol, Milići i Paunovići na lijevoj obali Kupe do brojnih pitanja u Istri, poput granice na Dragonji ili Mirni.[99] Granica i s njom povezni identiteti bili su nasporniji i najnestabilniji na područjima na kojima je prvi put bila uspostavljana hrvatska i slovenska vlast, dakle u dijelovima Istre. Oni dijelovi granice koji su se oslanjali na nekadašnju granicu banske Hrvatske prema Kranjskoj i Štajerskoj bili su prilično jasni. Na tom odsjeku granice problemi su nastajali uglavnom zbog promjene administrativne pripadnosti tih krajeva za vrijeme Kraljevine SHS odnosno Kraljevine Jugoslavije, pogotovo ako se radilo o stanovništvu s manjinskim identitetom u Hrvatskoj, dakle o grkokatoličkim Hrvatima ili o pravoslavnim Srbima. Problemi su bili i u dijelu Međimurja, koje je tijekom Kraljevine SHS odnosno Kraljevine Jugoslavije bilo pripojeno centrima u Sloveniji, dakle s područjem Raskrižja i Štrigove, gdje je utjecaj slovenskih škola i politike pridonio opredjeljenju dijela tamošnjih Hrvata za Slovence.
Istarska sela Črnica, Gradina i Pregara pripala su Sloveniji 1945. godine, ali su 1947. bila priključena Hrvatskoj. No, Sabor NR Hrvatske odlučio je 15. prosinca 1955. da Gradina i Pregara, ali i dio Topolovca pripadnu Sloveniji.[100] Istarski svećenici s don Božom Milanovićem na čelu, poslali su 1. veljače 1956. peticiju predsjedništvu Savezne narodne skupštine u Beogradu protiv pripojenja Gradine, Pregare i Topolovca, no peticija nije imala uspjeha.[101] Godine 1956. bilo je provedeno konačno razgraničenje između Slovenije i Hrvatske, tako da je općina Kopar pripojila katastarsku općinu (k.o.) Gradinu sa zaseocima Abitanti, Brezovica, Gradin, Sirči, k.o. Pregaru (Pregara) te dio k.o. Topolovac [slovenski: Topolovec] sa zaseocima Belvedur, Koromači-Boškini, Močunigi, koji su prije pripadali općini Buje. Granica sa Slovenijom, posebno u Istri, bila je predmet mnogih sporova postupno rješavanih i po predviđenoj proceduri i bez nje.
Hrvatska je u proces razgraničenja ušla sa statusom jedne od federalnih jedinica unutar jugoslavenske federacije, pri čemu se sva vlast nalazila u rukama Komunističke partije Hrvatske kao podružnice Komunističke partije Hrvatske. To je utjecalo na to da je značajne teritorijalne dobitke ostvarila na granici s u Drugom svjetskom ratu poraženom Italijom, dok je u razgraničenjima s drugim federalnim jedinicama bila podređena konačnim odlukama saveznih tijela, pri čemu se držalo razgraničenja prema etničkom kriteriju, što je dovelo do dobitka Baranje ali zbog zanemarivanja povijesnoga kriterija u Srijemu je pretrpljen gubitak.

### Poratno razgraničenje
Hrvatsko-slovenska granica je od početka hrvatsko-slovenskoga razgraničenja zone B STT počinjala od staroga ušća rijeke Dragonje u sredini zaljeva, odmah iza sečovljanskih solana koje se danas nalaze samo na desnoj obali te rijeke. Od ušća je granica tekla na istok do mosta u Sečovlju, od mosta na jug do mjesta Plovanija, a odatle pak na istok koritom rijeke Dragonje. Jezičnu i etničku hrvatsko-slovensku granicu u Istri odredio je još daleke 1930. god. poljski slavist Tadeusz Małecki u svojoj knjizi 'Slavenski govori u Istri': Slovensko-hrvatska granica počinje na zapadu te se proteže: od ušća Dragonje u more (staro ušće, M. N.) duž rijeke u istočnom pravcu sve do Trebeša, a odatle do Rakitovca. Granična slovenska sela su: Krkače, Planjave, Labor, Trsek, Trebeše, Šoćerga, Movraža, Rakitovec... Granična hrvatska sela su: Kaštel, Merišće, Škoruš, Brič, Topolovac, Gradina, Pregara, Crnica, Brest. (str. 66.) 
Ovakvu granicu su nakon podjele zone B STT između Hrvatske i Slovenije odredila i dva istaknuta predstavnika ondašnjih vlasti: Slovenac Milan Guček i Hrvat Andrija Babić. Pogledavši zemljovid, nije im se bilo teško dogovoriti. Granica će biti tamo gdje završava teritorij stanovništvo govori izrazito slovenski. "Do tamo je naime dosizala i organizacija naše Oslobodilačke fronte, a ovdje se je i samo stanovništvo osjećalo Slovencima. Tako smo zacrtali granicu i odmah ocjenjivali selo po selo. Počeli smo na ušću Dragonje u more (staro ušće, M. N.) na kraju sečovaljskih solana, zatim smo išli stalno duž rječice do ispod Topolovca, zatim jugoistočno do Pregare, na istok do iznad Štrpeda pred Buzetom, te prema Vodicama." ('Slovensko-hrvaška meja v Istri', str. 45.). Točno takvu granicu je odredila i jugoslavenska Vlada u Beogradu (Vidjeti zapisnike te Vlade u arhivi). Tadeusz Małecki je u svojoj knjizi 'Slavenski govori u Istri' naveo da stanovništvo Topolovca i okolnih sela govori hrvatskim dijalektom, pa su slijedom toga Hrvati. Međutim, Topolovac sa 16 sela, koja su do 1954. godine pripadala općini Buzet, tadašnja hrvatska Vlada je dala Sloveniji u zamjenu za ništa. To je jedinstven primjer u svijetu da jedna država drugoj da dio svojega teritorija i pripadajuće stanovništvo u zamjenu za ništa. Ni u srednjem vijeku nisu tako postupali kad su zbog određenih razloga feudalci drugim feudalcima u nasljedstvo davali teritorij zajedno s pripadajućim kmetovima. Tu donaciju iz 1954. god. sadašnji Hrvatski državni sabor trebao bi ponovno razmotriti i proglasiti nevažećom. Hrvatska sela od Pasjaka do Skadanšćine, sjeverno od ceste Rijeka - Trst, pripala su Sloveniji još 1945. god. jer Andrija Babić nije dovoljno poznavao taj kraj. U tim selima se danas govori u obitelji čakavski, a u školi i crkvi slovenski. Među tim selima je i Starod (nekadašnji Stridon, rodno mjesto sv. Jeronima). U knjizi 'Slavenski govori u Istri' hrvatsko-slovenska granica u tom dijelu je vidljiva iz citata: "Od Rakitovca granica skreće prema sjeveru vijugajući brdovitim područjem Krasa uzduž linije Rakitovac - Markoščina. Zapadno od te linije na slovenskoj strani ostaju: Zazid, Podgorje, Markoščina; na hrvatskoj strani ostaju: Jelovice i Skadanšćina. Od Markoščine granica se proteže u pravcu jugoistoka uzduž puta Trst - Rijeka. Sjeverne hrvatske granične točke su: Obrov, Poljane, Račice, Starod, Pasjak, Šapjane, Rupa, Lisac i Klana." ('Slavenski govori u Istri', str. 66.) Skadanšćina, Obrov, Poljane, Račice i Starod danas su hrvatska sela u Sloveniji. Sečovljanske solane su bile u funkciji još u mletačko doba. Luka i skladišta soli bili su smješteni kod ušća Dragonje s desne strane. Slivne vode s okolnih brda često su ugrožavale te solane pa su iskopana dva plitka kanala za odvod tih voda: južno od Dragonje kanal sv. Odorika i sjeverno kanal sv. Bartolomeja. Kanal sv. Odorika je odvodio vodu u more, a kanal sv. Bartolomeja je završavao u Dragonji ispred mosta u Sečovlju. Južni odvodni kanal sv. Odorika produbilo je riječko poduzeće Hidrogradnja od crkvice sv. Odorika do mora u južnom dijelu zaljeva i sve je troškove snosila Hrvatska. Cijeli taj kanal je bio u Hrvatskoj, kasnije je sva voda Dragonje skrenuta u taj kanal i pomaknuta granica s mosta u Sečovlju na taj kanal. Na hrvatskoj strani Dragonje južno od mosta u Sečovlju izgrađen je slovenski aerodrom, slovenske solane s desne strane Dragonje su uređene i u funkciji su, a solane južno od ušća Dragonje na hrvatskoj strani su napuštene i zapuštene. To je područje zaraslo u šikaru pa su ga Slovenci proglasili ornitološkim rezervatom i za to dobivaju novce od EU. Staro korito Dragonje od mosta u Sečovlju pa sve do početka kanala sv. Odorika na nekoliko je mjesta namjerno zatrpano građevnim materijalom, a cijela rijeka Dragonja je skrenuta u taj kanal koji završava u dijelu zaljeva koji su u mletačko doba nazivali Porto della Madonna, po obližnjoj ruševnoj crkvici posvećenoj Bogorodici (Gospi). Kanal sv. Odorika više ne postoji, to je novo korito rijeke Dragonje, od utoka u Gospinu luku teče nova hrvatsko-slovenska granica na moru, a trebala bi teći od staroga ušća sredinom zaljeva. Grad Buje bi trebao hrvatskoj javnosti objasniti kada i zašto je došlo do pomicanja granice s mosta u Sečovlju na bivši kanal sv. Odorika, je li to dogovoreno premještanje granice, tko je to odlučio i gdje su dokumenti. 2008.,  na autobusnoj postaji u Sečovlju nalazi se golemi zemljovid toga područja na kojoj je vidljivo da je državna slovenska granica pomaknuta južno od Plovanije, na brda od Kaštela do Savudrije, čak je i Savudrija na toj karti bila u Sloveniji. To je zapravo bila južna granica nekadašnje talijanske općine Pirano iz doba fašizma od 1923. do 1943. god. U Sečovlju je most na kojem su hrvatski omladinci slovenskima predavali Titovu štafetu, i obrnuto slovenski hrvatskima.

### Slovenski pokušaji svojatanja
Slovenski ekstremisti na Hrvatskoj televiziji i u hrvatskim novinama drsko izlažu zahtjeve za hrvatsko-slovenskim granicama u Savudriji iz 1910., na rijeci Mirni (južnoj granici Slobodnoga Teritorija Trsta, odnosno Zone B), pa čak i kod grada Rijeke. Na žalost, među protagonistima posezanja za hrvatskim državnim teritorijem su i pojedini prvaci političkih stranaka zastupljeni u slovenskome Parlamentu. Pravo je čudo da ih slovenska demokratska javnost nije stavila u kut. A još je čudnije kako je na tu nepodnošljivu buku profesionalnih trovača hrvatsko-slovenskih odnosa gluh i mutav Bruxelles. Slovenski zahtjevi po svim pokazateljima, prvenstveno se oslanjaju na isforsirana potraživanja temeljena na "vraćanju moralnog duga" nego li na načela međunarodnog prava. pod kojim čak i neki ozbiljni slovenski političari razumijevaju "dug" nastao poslije razgraničenja između bivše Jugoslavije i Italije nakon Drugoga svjetskog rata. To je razgraničenje ostvareno, čuje se u Ljubljani, na "načelu nacionalne ravnoteže". Željelo se u Vijeću ministara pet velikih sila pobjednica u Drugome svjetskom ratu 1945. – 46. i na mirovnoj konferenciji u Parizu 1946. da broj Jugoslavena koji će nakon razgraničenja ostati u Italiji bude jednak broju Talijana u Jugoslaviji. Budući da je pretežan broj Talijana živio u hrvatskome dijelu Istre, a relativno mali broj Hrvata u spornim područjima koji su pripali Italiji, u deželi misle da su cijenu platiti Slovenci. Tako je, vele, Hrvatska dobila područje do Pule. l sada je red da "moralni dug" vrati prepuštanjem Sloveniji dijela vlastitoga teritorija. Povijesne činjenice i podatci su drugačiji.  Splet povijesnih, političkih, vojnih i ideoloških okolnosti neposredno nakon završetka Drugoga svjetskog rata bio je vrlo složen. Da je kojim slučajem ostvaren neutralni Slobodni Teritorij Trsta (577) pod egidom Vijeća sigurnosti UN-a, koji je bio detaljno utvrđen Mirovnim ugovoru s Italijom 10. veljače 1947. (potpisala ga je i ratificirala, među ostalim, ondašnja Jugoslavija), Slovenija ne bi imala izlaz na more.

## Vanjske poveznice
- Portal Hrvatskoga kulturnog vijeća Tatjana Tomaić: Hrvatska nema pravo odustati od granice na prirodnome toku Dragonje, Hrvatski tjednik
- Portal Hrvatskoga kulturnog vijeća M. Curać:  Što se smatra 'ušćem rijeke Dragonje'?